# Schäferbrunnen (Bad Lippspringe)

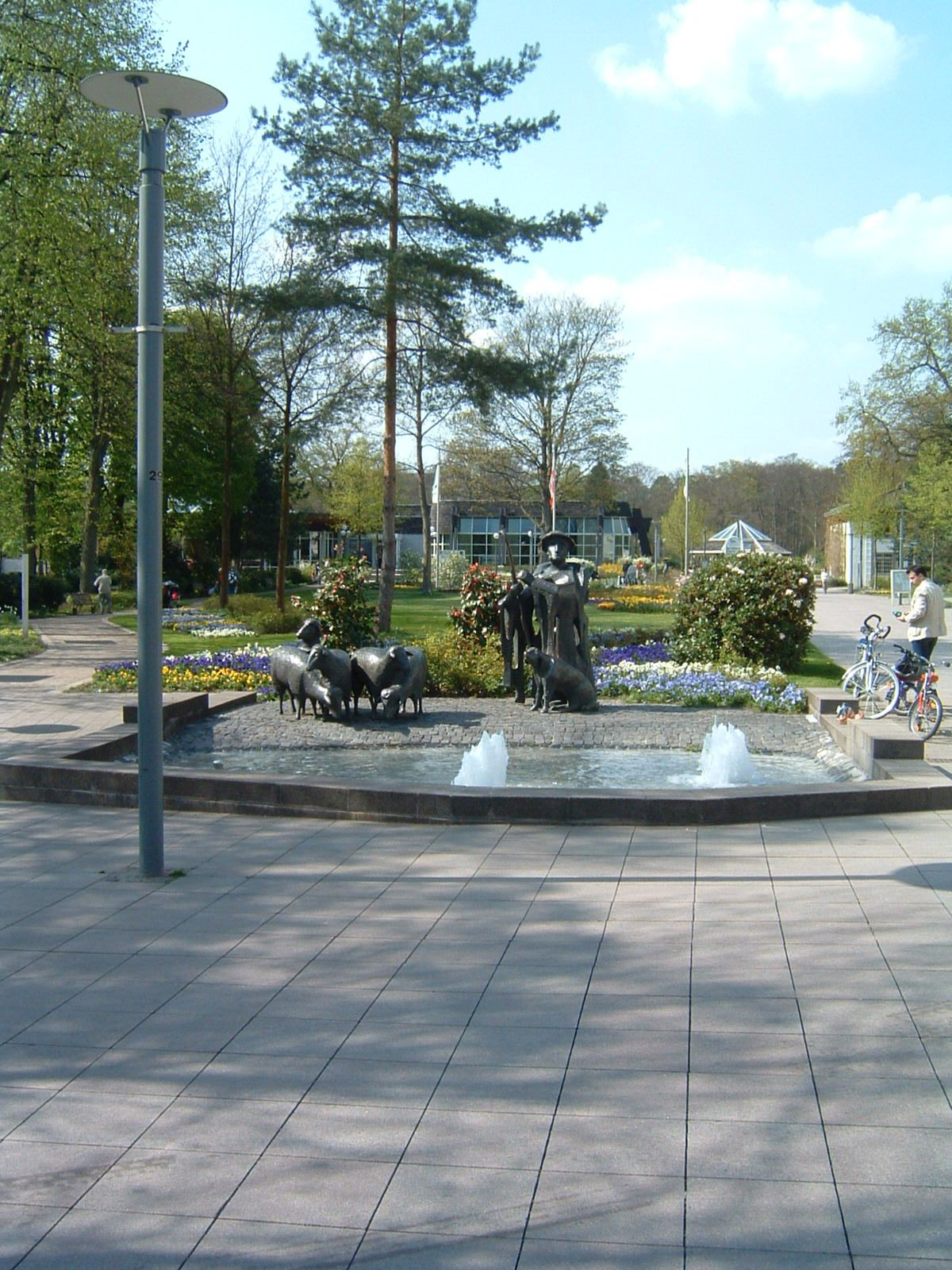
Schäferbrunnen in Bad Lippspringe vor dem Parkhotel, hinter dem der Kaiser-Karls-Park liegt

Der Schäferbrunnen befindet sich in der ostwestfälischen Stadt Bad Lippspringe in Nordrhein-Westfalen. Josef Rikus aus Paderborn (1923–1989) schuf 1978 die Figurengruppe aus Bronze. Neben dem Schäfer und den Schafen ist auch der Hütehund stilisiert dargestellt. Die Figurengruppe steht am Rande eines flachen, kreisrunden Beckens eines Springbrunnens.
Der Brunnen wiederum ist Namensgeber des in seiner Nähe befindlichen Hotel am Schäferbrunnen.